# Kaliumbromid
Kaliumbromid ist das Kalium-Salz des Bromwasserstoffs, das farblose Kristallwürfel bildet, die noch besser als Kaliumchlorid in Wasser löslich sind.

## Darstellung
Die klassische Methode zur Produktion von KBr erfolgt aus der Reaktion zwischen Kaliumcarbonat mit Eisen(II,III)-bromid. Das Fe3Br8 wird dabei zuvor aus Eisenschrott mit überschüssigem Brom und überschichtetem Wasser hergestellt:
{\displaystyle {\ce {4K2CO3 + Fe3Br8 -> 8KBr + Fe3O4 + 4CO2}}}
Im Labor kann Kaliumbromid beispielsweise durch die Reaktion von Kalilauge mit Brom in ammoniakalischer Lösung hergestellt werden. Es entstehen dabei auch Wasser und Stickstoff:
{\displaystyle {\ce {6KOH + 3Br2 + 2NH3 ->6KBr + 6H2O + N2}}}
Auch die Bromierung von Pottasche liefert Kaliumbromid, das schwerer lösliche Kaliumbromat scheidet sich ab:
{\displaystyle {\ce {3K2CO3 + 3Br2 -> 5KBr + KBrO_3 v + 3CO2 ^}}}
Die Herstellung aus den Elementen hat technisch keine Bedeutung:
{\displaystyle {\ce {2K + Br2 -> 2KBr}}}
Die Gleichungen der Ionenbildungsreaktion lauten:
Teilgleichungen:
{\displaystyle {\ce {TG1: K -> K ^{+}+ 1e-}}}
{\displaystyle {\ce {TG2: Br_2 + 2e- -> 2Br^{-}}}}
Gesamtgleichung:
{\displaystyle {\ce {GS: 2K + Br_{2}-> 2K^+ + 2Br^{-}}}}

## Eigenschaften
Kaliumbromid zeigt unter hohem Druck (0,7 bis 1,0 GPa) sog. „Kalten Fluss“ und verhält sich dann wie eine hochviskose Flüssigkeit.  KBr ist im IR-Licht transparent und wird daher bei der Infrarotspektroskopie als Probenträger genutzt. Es bildet keine Hydrate.
Die Standardbildungsenthalpie von Kaliumbromid beträgt ΔHf0 = −392 kJ/mol.
Das Salz ist sehr gut löslich in Wasser. Die Löslichkeit steigt mit steigender Temperatur.
| Löslichkeit in Wasser[9] |                |      |      |      |      |      |      |     |     |
| Temperatur               | in °C          | −10  | 0    | 20   | 40   | 60   | 80   | 100 | 120 |
| Löslichkeit              | in g/100 g H2O | 48,8 | 54,0 | 65,6 | 76,1 | 85.9 | 95,3 | 105 | 115 |
Kalium enthält zu 0,0118 % das Isotop 40K, dieses liefert 10242 Bq pro Kilogramm KBr, davon sind 89,28 % Betastrahlung und 10,72 % Gammastrahlung mit 1,46083 MeV.

## Verwendung

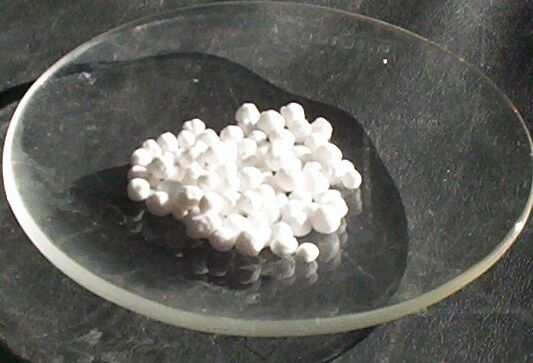
Kaliumbromid

Kaliumbromid wird zur Herstellung von Silberbromid-Emulsionen auf Filmen und Platten für die fotografischen Filme verwendet. In fotografischen Entwicklern wirkt es der Schleierbildung entgegen und verzögert die Entwicklung.
Wegen der hohen optischen Transparenz für elektromagnetische Wellen im Bereich von 0,23 bis 26,0 µm werden Einkristalle von KBr zur Herstellung von optischen Bauteilen, wie z. B. Linsen und Prismen, für Infrarot-Optiken verwendet. Da es außerdem leicht kalt fließt (s. o.) bettet man Feststoffe für die Infrarotspektroskopie darin ein, sogenannte Kaliumbromidpresslinge.
Kaliumbromid wurde seit Mitte des 19. Jahrhunderts auch als Arzneimittel zur Behandlung von Krampfanfällen sowie als Beruhigungsmittel genutzt. Es ist damit das älteste Antiepileptikum. Damals wurden z. T. sehr hohe Dosen eingesetzt, die zu einer chronischen Bromvergiftung führten. Dieser sogenannte Bromismus war durch übermäßige Sedierung, Schwindel, Kopfschmerzen, Konzentrationsmangel, Gedächtnisverlust, Halluzinationen oder Bromschnupfen gekennzeichnet. Häufig traten auch Hauterscheinungen wie die Bromakne oder das Bromoderm mit schmerzhaften eitrigen Hautknoten (zumeist an den Gliedmaßen) auf. In der ersten Hälfte des 20. Jahrhunderts wurden die Brompräparate durch die Barbiturate verdrängt.
Auch heute wird Kaliumbromid als Dibro-Be mono zur Behandlung einer speziellen Epilepsieform, der frühkindlichen grand mal-Epilepsie, eingesetzt. Der Bromismus kommt nur noch selten vor, da heute niedrigere Dosierungen benutzt werden. Als Beruhigungsmittel ist es seit den 1970er Jahren nicht mehr gebräuchlich.